# Tanjung Beringin I
Tanjung Beringin I is een bestuurslaag in het regentschap Dairi van de provincie Noord-Sumatra, Indonesië. Tanjung Beringin I telt 1452 inwoners (volkstelling 2010).